# National Hockey League
National Hockey League (NHL; tiếng Pháp: Ligue nationale de hockey—LNH) là một giải khúc côn cầu trên băng ở Bắc Mỹ, gồm 32 đội: 25 ở Hoa Kỳ và 7 ở Canada. Cúp Stanley, danh hiệu thể thao lâu đời nhất Bắc Mỹ, được trao cho đội vô địch loạt playoff cuối mùa giải. NHL được coi là giải khúc côn cầu trên băng hàng đầu trên thế giới, và một trong các giải thể thao chuyên nghiệp lớn ở Hoa Kỳ và Canada, với cầu thủ từ 17 quốc gia tính ở mùa giải 2023-24.
National Hockey League được tổ chức lần đầu vào ngày 26 tháng 11, 1917, tại Khách sạn Windsor ở Montréal sau sự ngừng hoạt động của tổ chức tiền thân National Hockey Association (NHA) thành lập từ năm 1909 ở Renfrew, Ontario. NHL ngay lập tức thế chỗ của NHA trong vai trò một trong các giải (league) cạnh tranh danh hiệu Cúp Stanley (một giải đấu gồm nhiều đội từ các giải khác nhau) trước khi các giải sáp nhập và giải thể khiến NHL trở thành giải duy nhất cạnh tranh cho Cúp Stanley vào năm 1926.
Ban đầu NHL có bốn đội đều thuộc Canada, vì vậy giải mới có tính từ "National" (quốc gia) trong tên gọi. Giải mở rộng cho các đội của Mỹ vào năm 1924, với sự gia nhập của Boston Bruins. Từ 1942 tới 1967, giải chỉ có 6 đội, được gọi là "Original Six". NHL thêm sau đội mới vào mùa 1967. Giải sau đó tăng lên 18 đội vào năm 1974 và 21 đội năm 1979. Từ 1991 tới 2000, NHL mở rộng thành 30 đội. Giải thêm đội thứ 31 vào năm 2017 và có đội thứ 32 vào năm 2021.
NHL là giải đấu thể thao chuyên nghiệp giàu thứ năm trên thế giới tính theo doanh thu, sau Liên đoàn Bóng bầu dục Quốc gia (NFL), Major League Baseball (MLB), Giải bóng rổ Nhà nghề Mỹ (NBA) và Giải bóng đá Ngoại hạng Anh (EPL).  Đã có bốn lần ngừng hoạt động trên toàn giải đấu trong lịch sử NHL, tất cả đều xảy ra sau năm 1992. Trụ sở của giải đặt ở Thành phố New York kể từ năm 1989 thay cho Montréal.
Sau tranh cãi giữa cầu thủ và ban quản lý dẫn tới việc hủy bỏ mùa giải 2004–05, giải tiếp tục diễn ra vào mùa 2005–06 với một thỏa thuận được thông qua bao gồm quy định về giới hạn lương. Vào năm 2009, NHL đón nhận lượng tài trợ, khán giả, và theo dõi trên truyền hình cao kỷ lục.
Liên đoàn khúc côn cầu trên băng quốc tế (IIHF) coi Cúp Stanley một trong "những chức vô địch quan trọng với môn thể thao này". NHL thu hút nhiều vận động viên trên khắp thế giới với khoảng 20 quốc gia có cầu thủ thi đấu ở giải. Người Canada chiếm lượng lớn cầu thủ, đồi thời tỉ lệ cầu thủ Mỹ và châu Âu gia tăng.
Đương kim vô địch NHL hiện tại là Florida Panthers, đội vượt qua Edmonton Oilers với tổng tỉ số 4–2 tại Chung kết Cúp Stanley 2025.

## Lịch sử

### Những năm đầu
National Hockey League được thành lập năm 1917 với tư cách là tổ chức kế thừa National Hockey Association (NHA). Được thành lập từ năm 1909, NHA có mùa giải đầu tiên vào năm 1910 với bảy đội tới từ Ontario và Québec, và là một trong những giải khúc côn cầu chuyên nghiệp đầu tiên. Tuy nhiên tới mùa giải thứ tám, một loạt các tranh chấp với chủ sở hữu của Toronto Blueshirts, ông Eddie Livingstone, khiến các ông chủ của Montréal Canadiens, Montreal Wanderers, Ottawa Senators, và Quebec Bulldogs tổ chức một cuộc thảo luận về tương lai của giải đấu. Nhận ra rằng điều lệ của NHA không cho họ được phép loại Livingstone khỏi giải, bốn đội này nhất trí ngừng hoạt động của NHA, và vào ngày 26 tháng 11, 1917, thành lập National Hockey League. Frank Calder được bầu là chủ tịch đầu tiên, và giữ chức vụ này cho tới năm 1943.
Đội Bulldogs không thể thi đấu, đố các ông chủ còn lại quyết định thành lập một đội mới ở Toronto, mang tên Toronto Arenas, để thi đấu với Canadiens, Wanderers và Senators. Các trận đấu đầu tiên được tổ chức vào ngày 19 tháng 12, 1917. Khi nhà thi đấu Montreal Arena bị thiêu rụi vào tháng 1 năm 1918, khiến đội Wanderers ngừng hoạt động, NHL buộc phải tiếp tục với ba đội còn lại cho tới khi Bulldogs trở lại vào năm 1919.
NHL thay thế NHA để trở thành một trong các giải đấu cạnh tranh Cúp Stanley; thời điểm đó Cúp Stanley đóng vai trò như một danh hiệu chung của các đội mạnh của các giải khúc côn cầu lớn toàn Bắc Mỹ. Toronto giành chức vô địch NHL đầu tiên, và sau đó Vancouver Millionaires của giải Pacific Coast Hockey Association (PCHA) tại Chung kết Cúp Stanley 1918. Đội Canadiens vô địch NHL vào năm 1919; tuy nhiên trận Chung kết cúp Stanley với Seattle Metropolitans của PCHA bị hủy bỏ vì dịch cúm Tây Ban Nha. Vào năm 1924 Montreal lần đầu vô địch Cúp Stanley với tư cách thành viên của NHL. Hamilton Tigers, giành chức vô địch regular season mùa 1924-25 nhưng từ chối thi đấu Championship Series trừ khi họ được thưởng thêm 200 đô la Canada. NHL từ chối và tuyên bố Canadiens là đội vô địch sau khi đội này hạ gục Toronto St. Patricks (trước là đội Arenas) trong trận bán kết. Montreal sau đó thua Victoria Cougars của Western Canada Hockey League (WCHL) tại Chung kết Cúp Stanley 1925. Đây là lần cuối cùng một đội không thuộc NHL vô địch Cúp Stanley, sau khi Cúp Stanley trở thành chức vô địch NHL vào năm 1926 sau khi WCHL bị giải thể.
National Hockey League bắt đầu công cuộc mở rộng vào thập niên 1920 với sự gia nhập của Montreal Maroons và Boston Bruins năm 1924. Đội Bruins là đội đầu tiên của Mỹ tham dự giải. New York Americans bắt đầu thi đấu từ năm 1925 sau khi mua lại Hamilton Tigers, cùng một đội mới là Pittsburgh Pirates. New York Rangers gia nhập năm 1926. Chicago Black Hawks và Detroit Cougars (sau này đổi thành Red Wings) cũng gia nhập giải sau khi NHL mua lại WCHL. Một tập đoàn mua lại Toronto St. Patricks vào năm 1927 và đổi tên đội thành Maple Leafs.

### Original Six
Trận đấu NHL All-Star Game đầu tiên được tổ chức năm 1934 để gây quỹ cho Ace Bailey, một cầu thủ phải giải nghệ vì một pha chơi ác ý của Eddie Shore. Trận đấu thứ hai diễn ra năm 1937 để ủng hộ cho gia đình của Howie Morenz sau khi anh mất vì chứng tắc mạch vành gây nên bởi chấn thương gãy chân mắc phải trong một trận đấu.
Cuộc Đại khủng hoảng và sự bùng nổ của Thế chiến thứ hai gây thiệt hại lớn cho giải đấu. Đội Pirates trở thành Philadelphia Quakers vào năm 1930, rồi giải thể một năm sau. Đội Senators tương tự cũng đổi tên thành St. Louis Eagles vào năm 1934, rồi cũng chỉ thi đấu một năm. Maroons cũng không trụ lại được lâu, họ cũng ngừng hoạt động vào năm 1938. New York Americans bị cấm thi đấu năm 1942 do thiếu cầu thủ và cũng không còn tồn tại kể từ đó.
Giải đấu giảm còn sáu đội vào mùa giải 1942-43: Boston Bruins, Chicago Black Hawks, Detroit Red Wings, Montréal Canadiens, New York Rangers và Toronto Maple Leafs. Sáu đội này giữ nguyên vẹn trong 25 năm, và được gọi là Original Six (Sáu đội nguyên gốc). Giải đấu sau đó đạt thỏa thuận với ban ủy thác của Cúp Stanley vào năm 1947 để giành được quyền kiểm soát danh hiệu này một cách trọn vẹn, giúp NHL loại bỏ lời đề nghị của các giải đấu khác muốn tranh cúp.

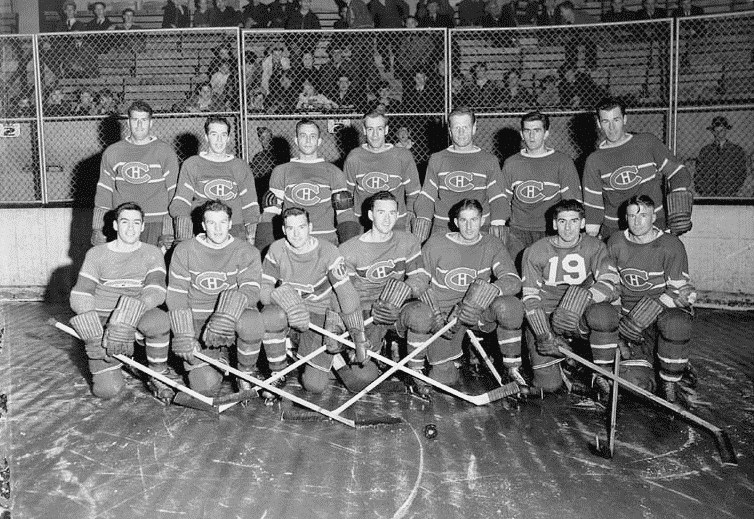
Montréal Canadiens năm 1942

Maurice "Rocket" Richard trở thành người đầu tiên ghi 50 bàn trong vòng 50 trận của một mùa giải. Richard và em trai Henri Richard sau đó đưa Canadiens tới năm chức vô địch liên tiếp từ 1956 tới 1960, một kỷ lục vẫn còn tồn tại cho đến ngày nay. Willie O'Ree phá vỡ ngăn cách về màu da vào ngày 18 tháng 1 năm 1958 khi có màn ra mắt cho Boston Bruins và là cầu thủ da đen đầu tiên trong lịch sử NHL.

### Mở rộng hậu Original Six
Tới giữa thập kỷ 1960, tham vọng về một hợp đồng truyền hình tại Hoa Kỳ, cùng lo ngại về việc Western Hockey League đang rục rịch tuyên bố sẽ trở thành một giải lớn và cạnh tranh cho Cúp Stanley, buộc giải quyết định mở rộng lần đầu kể từ những năm 1920. Giải tẳng gấp đôi số đội từ mùa 1967-68 với sự góp mặt của Los Angeles Kings, Minnesota North Stars, Philadelphia Flyers, Pittsburgh Penguins, California Seals và St. Louis Blues. Người hâm mộ Canada phẫn nộ vì cả sáu đội trên đều đến từ Mỹ, và NHL làm dịu đám đông bằng việc thu nạp thêm Vancouver Canucks vào năm 1970 cùng với Buffalo Sabres, đội nằm trên biên giới Canada-Hoa Kỳ. Hai năm sau, sự ra đời của World Hockey Association (WHA) dẫn tới sự gia nhập của New York Islanders và Atlanta Flames (nay là Calgary Flames) nhằm loại WHA khỏi các thị trường này. In 1974, Washington Capitals và Kansas City Scouts trở thành các tân binh, nâng tổng số đội lên con số 18.
National Hockey League phải cạnh tranh quyết liệt với WHA để giữ chân cầu thủ; họ mất 67 người sang giải đấu mới nổi vào mùa giải 1972-73, trong đó có Bobby Hull, người ký hợp đồng 10 năm trị giá 2,5 triệu đô la với Winnipeg Jets, lớn nhất trong lịch sử hockey thời đó. Giải đấu cố gắng ngăn chặn cuộc chạy trốn của các cầu thủ bằng luật pháp, nhưng vụ kiện ngược của WHA đã khiến thẩm phán Philadelphia ra phán quyết rằng luật reserve clause (luật ngăn cầu thủ ký hợp đồng với đội khác) của NHL là trái luật, do đó chấm dứt sự độc quyền của NHL đối với cầu thủ. Tuy nhiên bảy năm cạnh tranh về cầu thủ và thị trường đã gây thiệt hại đáng kể về tài chính tới cả hai giải, dãn tới việc sáp nhập vào năm 1979 trong đó WHA sẽ ngừng hoạt động còn NHL đón nhận Winnipeg Jets, Edmonton Oilers, Hartford Whalers và Quebec Nordiques. Các ông chủ lúc đầu phủ quyết thỏa thuận sáp nhập với cách biệt giữa các bên ủng hộ và phản đối khi kết quả bỏ phiếu chỉ chênh lệch một phiếu nghiêng về phía phản đối. Tuy nhiên cuộc tẩy chay rầm rộ các sản phẩm của Molson Brewery của các fan ở Canada khiến Montréal Canadiens, đội do Molson sở hữu, thay đổi quyết định, cùng với đó là Vancouver Canucks tiếp bước. Ở lần bỏ phiếu thứ hai kế hoạch sáp nhập được thông qua.
Wayne Gretzky thi đấu một mùa tại giải WHA cho đội Indianapolis Racers (8 trận) và đội Edmonton Oilers (72 trận) trước khi Oilers gia nhập National Hockey League vào mùa 1979-80. Gretzky sau đó tiếp tục đưa Oilers tới với bốn chức vô địch Cúp Stanley vào các năm 1984, 1985, 1987 và 1988, đồng thời thiết lập các kỷ lục về số bàn thắng trong một mùa (92 mùa 1981-82), kiến tạo (163 mùa 1985-86) và điểm (215 mùa 1985-86), kỷ lục số bàn thắng (894, đã bị phá bởi Alexander Ovechkin vào ngày 6 tháng 4 năm 2025), kiến tạo (1.963) và điểm (2.857) trong suốt sự nghiệp. Ông được trao đổi sang Kings vào năm 1988, giúp giải đấu thu hút sự chú ý ở Hoa Kỳ, và là động lực thúc đẩy quá trình mở rộng trong thập niên 1990 với chín đội mới: San Jose Sharks, Tampa Bay Lightning, Ottawa Senators, Mighty Ducks of Anaheim, Florida Panthers, Nashville Predators, Atlanta Thrashers (nay là Winnipeg Jets), và vào năm 2000 là Minnesota Wild và Columbus Blue Jackets. Vào ngày 21 tháng 7, 2015, NHL xác nhận đã nhận đơn đăng ký của các tập đoàn sở hữu giàu có ở Thành phố Québec và Las Vegas đối với việc mở rộng số đội, và vào ngày 22 tháng 6, 2016, ủy viên NHL ông Gary Bettman thông báo về việc sẽ có thêm đội thứ 31, Vegas Golden Knights, tại NHL từ mùa giải 2017-18. Vào tháng 12 năm 2018, giải thông báo sẽ có thêm đội thứ 32 có trụ sở ở Seattle, sau này lấy tên là Seattle Kraken từ mùa 2021-22. Vào ngày 18 tháng 4 năm 2024, Arizona Coyotes bị đình chỉ hoạt động và sau đó bán lại các hoạt động thể thao, trong đó bao gồm các cầu thủ và các nhân viên khác cho một đội tuyển mới ở TP. Salt Lake, Utah. Hai tháng sau khi Đội Utah được thành lập, Coyotes từ bỏ mọi nỗ lực tái kích hoạt đội tuyển, và số đội NHL quay trở lại con số 32.

### Ảnh hưởng của đại dịch Covid-19
Cùng với các giải thể thao khác tại Hoa Kỳ, NHL đã phải tạm dừng mùa giải 2019–20 vào ngày 12 tháng 3 năm 2020 do đại dịch COVID-19. Đến ngày 22 tháng 5, NHLPA và NHL thống nhất quyết định về vòng playoff, theo đó dựa theo kết quả tại thời điểm tạm dừng, 12 đội có phần trăm tỉ lệ thắng cao nhất (chia số điểm cho số điểm tối đa từ số trận; do các đội không đấu cùng số trận tại thời diểm dừng giải) được lựa chọn tham dự vòng playoff. 4 đội đứng đầu mỗi bảng miền có vé trực tiếp vào vòng 1 nhưng sẽ thi đấu vòng tròn 1 lượt (áp dụng luật hiệp phụ tại mùa giải chính thức) để xếp hạt giống từ 1 đến 4. 8 đội còn lại được bắt cặp theo thứ tự sau: 5 đấu 12, 6 đấu 11, 7 đấu 10 và 8 đấu 9. Các đội nhóm này thi đấu loạt trận theo thể thức Bo5 loại trực tiếp để xác định 4 đội còn lại bước vào vòng 1. Phần còn lại của vòng playoff tiếp tục diễn ra theo thể thức Bo7 như bình thường, nhưng các cặp đấu được xếp lại sau mỗi vòng dựa trên thứ hạng hạt giống của các đội còn trụ lại. Vòng playoff bất thường này được tổ chức tại nhà thi đấu Scotiabank Arena, Toronto đối với các trận đấu ở vòng loại và 2 vòng đầu của bảng miền Đông; phần còn lại (bao gồm 2 loạt trận chung kết miền và loạt trận chung kết tổng) diễn ra tại nhà thi đấu Rogers Place, Edmonton.
Sang đến mùa giải 2020–21, do Biên giới Canada–Hoa Kỳ đóng cửa để chống dịch Covid-19, ban tổ chức NHL đã ra quyết định tạm đình chỉ hệ thống chia các đội thành 2 bảng miền cùng 4 khu vực, theo đó 31 đội được tạm thời xếp lại vào 4 khu vực: Bắc, Trung, Đông và Tây; trong đó 7 đội có trụ sở tại Canada được xếp vào khu vực Bắc; 24 đội có trụ sở tại Hoa Kỳ được chia đều vào 3 khu vực còn lại. Mùa giải chính được rút ngắn xuống còn 56 trận mỗi đội; các khu vực thi đấu riêng rẽ trong suốt mùa giải chính và 2 vòng playoff đầu tiên. Bốn đội đứng đầu mỗi khu vực giành quyền dự playoff, trong đó mỗi khu vực thi đấu loại trực tiếp Bo7 riêng biệt để chọn ra 1 đội thi đấu vòng Bán kết. Tại vòng Bán kết, các đội được xếp cặp dựa trên thành tích của họ tại mùa giải chính thức, tiếp tục thi đấu loại trực tiếp Bo7 để tìm ra nhà vô địch.

### Các vấn đề lao động
Đã có bốn cuộc đình công toàn giải đấu trong lịch sử NHL, tất cả đều xảy ra sau năm 1992.
Cuộc đình công đầu tiên do National Hockey League Players' Association khởi phát vào tháng 4 năm 1992 kéo dài 10 ngày, tuy nhiên moi chuyện được dàn xếp nhanh chóng còn các trận đấu bị hủy được lên lịch lại.
Một cuộc đình công (lockout) đầu mùa giải 1994-95 buộc giải đấu giảm số trận ở mùa giải chính của mỗi đội từ 84 xuống còn 48, theo đó các đội sẽ chỉ thi đấu các trận với các đội cùng miền (conference). Tuy vậy thỏa thuận mới mang tên NHL Collective Bargaining Agreement (CBA / Thỏa thuận Thương lượng Tập thể) được thiết lập dành cho các hoạt động đối thoại lại vào năm 1998 và gia hạn tới ngày 15 tháng 9, 2004.
Do thỏa thuận hết hạn vào ngày 15 tháng 9, 2004, trưởng ban điều hành giải Gary Bettman thông báo sẽ có một cuộc lockout nữa của hiệp hội các cầu thủ đồng thời đóng cửa trụ sở NHL. Giải đấu hứa sẽ thiết lập một điều khoản mà họ gọi là "cost certainty" (độ tin cậy về chi phí) dành cho tất cả các đội, tuy nhiên Players' Association cho rằng thay đổi này chẳng qua chỉ là một tấm bình phong cho việc giới hạn lương (salary cap), điều mà ngay từ đầu hiệp hội cầu thủ không bao giờ chấp nhận. Vụ dừng công khiến giải đấu gián đoạn trong 310 ngày, dài nhất trong lịch sử thể thao, còn NHL trở thành giải thể thao chuyên nghiệp đầu tiên mất nguyên cả mùa giải. Một thỏa thuận CBA mới được thông qua vào tháng 7 năm 2005, kèm theo trong đó một salary cap. Thỏa thuận có thời hạn sáu năm với điều khoản gia hạn thỏa thuận CBA thêm một năm khi thời hạn thỏa thuận kết thúc, cho phép giải được bắt đầ trở lại từ mùa 2005-06.
Vào ngày 5 tháng 10, 2005, mùa giải đầu tiên hậu lockout diễn ra với 30 đội. NHL đón nhận lượng khán giả kỷ lục mùa 2005–06: trung bình 16.955 một trận. Khán giả truyền hình của giải có phần không cao như mong đợi do đài truyền hình cáp ESPN của Mỹ quyết định không phát khúc côn cầu nữa. Một hợp đồng mới với NBC giúp giải được quyền thu một phần lợi nhuận từ việc quảng cáo trong mỗi trận. Lợi nhuận hàng năm của giải ước tính 2,27 tỉ đô la. Đây cũng là mùa giải NHL áp dụng hàng loạt thay đổi quan trọng, trong đó có việc đưa loạt đánh luân lưu vào các trận đấu trong mùa giải chính thức nếu không có bàn thắng nào được ghi trong hiệp phụ, qua đó loại bỏ kết quả hòa hoàn toàn ra khỏi giải. Ngoài ra, thủ môn bị giới hạn phạm vi hoạt động phía sau khung thành, một quy định thường được gọi là "Luật Brodeur"
Vào nửa đêm ngày 16 tháng 9, 2012, thỏa thuận lao động hết hạn, và giải tiếp tục tạm dừng thi đấu. Các ông chủ đề nghị giảm tỉ lệ chia phần dành cho các cầu thủ từ số tiền thu về liên quan tới hockey từ 57 phần trăm xuống 47 phần trăm. Tất cả các trận đấu bị hoãn tới 14 tháng 1, 2013, cùng với đó là các trận NHL Winter Classic 2013 và NHL All-Star Weekend 2013. Các bên đạt một thỏa thuận sơ bộ vào ngày 6 tháng 1, 2013 về một hợp đồng mười năm. Vào ngày 12 tháng 1, giải đấu và hiệp hội cầu thủ ký một bản ghi nhớ đồng ý về hợp đồng mới, qua đó cho phép các đội bắt đầu tập luyện trở lại từ 13 tháng 1, và mỗi đội sẽ chỉ thi đấu 48 trận mùa giải chính bắt đầu từ ngày 19 tháng 1.

### Vấn đề an toàn cho cầu thủ
Việc đảm bảo an toàn cho cầu thủ trở thành vấn đề lớn và chấn động não (concussion), gây nên do va chạm cực mạnh vào vùng đầu, là mỗi đe dọa lớn nhất. Các nghiên cứu gần đây cho thấy chấn động não có thể ảnh hưởng và giảm thiểu chất lượng cuộc sống như thế nào tới các cầu thủ sau khi họ nghỉ thi đấu. Chấn động não trở thành chủ đề nóng mỗi khi các cuộc tranh cãi về an toàn cho vận động viên nổ ra. Quả thực chấn thương này có tác động không nhỏ lên giải đấu mỗi khi các cầu thủ hàng đầu bị buộc nghỉ thi đấu, ví dụ như Sidney Crosby phải ngồi ngoài 10 tháng rưỡi, ảnh hưởng mạnh tới tính thị trường của giải đấu. Vào tháng 12 năm 2009, Brendan Shanahan được đưa lên để thay thế Colin Campbell và đảm nhận vị trí phó chủ tịch về công tác an toàn cho vận động viên. Shanahan bắt đầu đưa ra các án phat nặng đối với các "hung thần" chuyên tung ra các pha cản phá nguy hiểm, ví dụ như Raffi Torres bị cấm 25 trận vì tông vào người Marian Hossa.
Nhằm hỗ trợ cho việc loại bỏ các pha va chạm ở tốc độ cao trong các tình huống icing có thể dẫn tới các chấn thương hủy hoại sự nghiệp, tiêu biểu là hậu vệ Joni Pitkanen của Hurricanes, giải yêu cầu sử dụng hybrid no-touch icing (icing không va chạm) từ mùa 2013–14.
Vào ngày 25 tháng 11, 2013, mười cựu cầu thủ (Gary Leeman, Rick Vaive, Brad Aitken, Darren Banks, Curt Bennett, Richie Dunn, Warren Holmes, Bob Manno, Blair Stewart và Morris Titanic) kiện NHL vì sự thiếu quan tâm tới việc bảo vệ cầu thủ khỏi các chấn thương não. Vụ kiện này diễn ra ba tháng sau khi National Football League của bóng bầu dục đồng ý trả các cầu thủ của họ 765 triệu đô la tiền bồi thường.

### Phụ nữ trong NHL
Từ 1952 tới 1955, Marguerite Norris đóng vai trò là chủ tịch Detroit Red Wings. Bà là nữ giám đốc NHL đầu tiên và là phụ nữ đầu tiên có tên khắc trên cúp Stanley. Năm 1992, Manon Rheaume trở thành phụ nữ đầu tiên thi đấu một trận tại bất kỳ một giải đấu thể thao chuyên nghiệp lớn của Bắc Mỹ, trong vai trò là thủ môn cho Tampa Bay Lightning trong một trận đấu khởi động trước mùa giải NHL với đội St. Louis Blues, chặn được bảy trên chín pha đánh cầu của đối phương. Vào năm 2016, Dawn Braid trở thành huân luyện viên chuyên về trượt băng của Arizona Coyotes, qua đó là người nữ đầu tiên làm huấn luyện viên tòa thời gian tại NHL.

## Bộ máy tổ chức

### Ban quản lý
Ban quản lý (Board of Governors) là cơ quan quản lý National Hockey League. Mỗi đội sẽ chỉ định một nhà quản lý (Governor) (thường là chủ sở hữu câu lạc bộ), và hai người đóng vai trò dự khuyết lên ban quản lý. Chủ tịch hiện tại của Ban quản lý là chủ sở hữu Boston Bruins, Jeremy Jacobs. Ban quản lý thành lập các chính sách của giải, và duy trì luật lệ. Một số trách nhiệm khác của Ban quản lý gồm có:
- xem xét và chấp thuận các thay đổi về luật khúc côn cầu trên băng.
- thuê và sa thải đặc ủy viên (commissioner).
- xem xét và chấp thuận việc mua, bán, hoặc thay đổi trụ sở của các câu lạc bộ.
- xem xét và chấp thuận quỹ lương của các câu lạc bộ.
- xem xét và chấp thuận các thay đổi về lịch thi đấu.

Ban quản lý họp hai lần một năm vào tháng 6 và tháng 12.

### Giám đốc điều hành
Tổng giám đốc điều hành của giải là Đặc ủy viên Gary Bettman. Một vài chức vụ có tiếng nói dưới quyền của đặc ủy viên bao gồm:
- Phó ủy viên & Giám đốc pháp chế: Bill Daly
- Executive VP & Giám đốc tài chính: Craig Harnett
- Chief Operating Officer: Steve McArdle
- Executive VP & Chỉ đạo các hoạt động Operations: Colin Campbell
- NHL Enterprises: Ed Horne
- Phó chủ tịch về an toàn vận động viên: George Parros[78]

## Các đội thành viên
NHL bao gồm 32 đội, 25 của Hoa Kỳ và 7 của Canada. NHL chia 32 đội thành hai bảng (conference): Eastern Conference (miền Đông) và Western Conference (miền Tây). Mỗi bảng được chia thành hai khu vực (division): Bảng miền Đông gòm 16 đội (8 đội ở khu vực Đô thị và 8 đội ở khu vực Đại Tây Dương), còn Bảng miền Tây có 16 đội (8 đội ở khu vực Trung tâm và 8 đội ở khu vực Thái Bình Dương). Cấu trúc hiện tại áp dụng từ mùa 2021–22.
Số đội NHL duy trì ở con số 30 từ mùa 2000–01 sau khi Minnesota Wild và Columbus Blue Jackets trở thành tân binh, cho tới năm 2017. Việc gia tăng thêm hai đội trên khép lại thời kỳ mở rộng cũng như thay đổi trụ sở chính và tên gọi trong thập niên 1990 khi NHL thêm 9 đội để nâng tổng số đội từ 21 lên 30, và sự dịch chuyển của bốn câu lạc bộ, chủ yếu từ các thành phố nhỏ miền bắc (như Hartford, Winnipeg, Québec) tới các độ thị lớn miền nam ấm áp hơn (Dallas, Phoenix, Denver). Giải không mất đi bất kỳ câu lạc bộ nào kể từ khi Cleveland Barons giải thể năm 1978. Sau 17 năm giải gia tăng thêm số đội lên 31 với sự xuất hiện của Vegas Golden Knights cũng như đã chấp nhận một đội thứ 32 đến từ Seattle, sau này lấy tên là Seattle Kraken kể từ mùa 2021-22. Năm 2024, một đội NHL mới được thành lập ở bang Utah trên cơ sở chuyển giao đội hình của Arizona Coyotes cho chủ sở hữu của Utah Jazz, Ryan Smith. Alex Meruelo, ông chủ của Coyotes được phép giữ nhượng quyền cho đến chậm nhất là năm 2029 đề tìm một nhà thi đấu đạt chuẩn NHL để tái kích hoạt đội tuyển; nhưng 2 tháng sau, Maruelo đã từ bỏ những nỗ lực này, đưa số đội NHL trở lại con số 32.
Theo Forbes, năm 2023, bốn trên năm đội có giá trị lớn nhất giải nằm trong nhóm "Original Six":
1. Toronto Maple Leafs: 2,8 tỉ USD;
2. New York Rangers: 2,65 tỉ USD;
3. Montréal Canadiens: 2,3 tỉ USD;
4. Los Angeles Kings: 2 tỉ USD (đội có giá trị lớn nhất không thuộc nhóm "Original Six");
5. Boston Bruins: 1,9 tỉ USD.

2 đội còn lại nằm trong nhóm "Original Six" lần lượt là Chicago Blackhawks xếp thứ 6 với 1,87 tỉ USD và Detroit Red Wings xếp thứ 12 với 1,3 tỉ USD.
Ít nhất tám câu lạc bộ của NHL thu về lợi nhuận âm. Các đội NHL không bị ảnh hưởng bởi tỉ giá đô la Canada–đô la Mỹ: lợi nhuận từ vé, quảng cáo trên toàn quốc và địa phương ở Canada, cùng với bản quyền truyền thông ở Canada được thu về bằng đồng đô la Canada, tuy nhiên lương cầu thủ được trả bằng USD bất kể đội đó đến từ quốc gia nào.

### Danh sách các đội
| Bảng      | Khu vực      | Đội                   | Thành phố                   | Sân                         | Sức chứa | Thành lập | Gia nhập | Tổng giám đốc (GM) | Huấn luyện viên trưởng | Đội trưởng         |
| --------- | ------------ | --------------------- | --------------------------- | --------------------------- | -------- | --------- | -------- | ------------------ | ---------------------- | ------------------ |
| Miền Đông | Atlantic     | Boston Bruins         | Boston, Massachusetts       | TD Garden                   | 17.565   | 1924      | 1924     | Don Sweeney        | Joe Sacco              | Trống              |
| Miền Đông | Atlantic     | Buffalo Sabres        | Buffalo, New York           | KeyBank Center              | 19.070   | 1970      | 1970     | Kevyn Adams        | Lindy Ruff             | Rasmus Dahlin      |
| Miền Đông | Atlantic     | Detroit Red Wings     | Detroit, Michigan           | Little Caesars Arena        | 19.515   | 1926      | 1926     | Steve Yzerman      | Derek Lalonde          | Dylan Larkin       |
| Miền Đông | Atlantic     | Florida Panthers      | Sunrise, Florida            | BB&T Center                 | 19.250   | 1993      | 1993     | Bill Zito          | Paul Maurice           | Aleksander Barkov  |
| Miền Đông | Atlantic     | Montréal Canadiens    | Montréal, Québec            | Bell Centre                 | 21.302   | 1909      | 1917     | Kent Hughes        | Martin St. Louis       | Nick Suzuki        |
| Miền Đông | Atlantic     | Ottawa Senators       | Ottawa, Ontario             | Canadian Tire Centre        | 17.373   | 1992      | 1992     | Steve Staios       | Travis Green           | Brady Tkachuk      |
| Miền Đông | Atlantic     | Tampa Bay Lightning   | Tampa, Florida              | Amalie Arena                | 19.092   | 1992      | 1992     | Julien BriseBois   | Jon Cooper             | Victor Hedman      |
| Miền Đông | Atlantic     | Toronto Maple Leafs   | Toronto, Ontario            | Scotiabank Arena            | 18.819   | 1917      | 1917     | Brad Treliving     | Craig Berube           | Auston Matthews    |
| Miền Đông | Metropolitan | Carolina Hurricanes   | Raleigh, Bắc Carolina       | PNC Arena                   | 18.680   | 1972      | 1979*    | Eric Tulsky        | Rod Brind'Amour        | Jordan Staal       |
| Miền Đông | Metropolitan | Columbus Blue Jackets | Columbus, Ohio              | Nationwide Arena            | 18,144   | 2000      | 2000     | Don Waddell        | Dean Evason            | Boone Jenner       |
| Miền Đông | Metropolitan | New Jersey Devils     | Newark, New Jersey          | Trung tâm Prudential        | 16.514   | 1974*     | 1974*    | Tom Fitzgerald     | Sheldon Keefe          | Nico Hischier      |
| Miền Đông | Metropolitan | New York Islanders    | Elmont, New York            | UBS Arena                   | 15.795   | 1972      | 1972     | Lou Lamoriello     | Patrick Roy            | Anders Lee         |
| Miền Đông | Metropolitan | New York Rangers      | TP. New York, New York      | Madison Square Garden       | 18.006   | 1926      | 1926     | Chris Drury        | Peter Laviolette       | Trống              |
| Miền Đông | Metropolitan | Philadelphia Flyers   | Philadelphia, Pennsylvania  | Wells Fargo Center          | 19.500   | 1967      | 1967     | Daniel Briere      | John Tortorella        | Sean Couturier     |
| Miền Đông | Metropolitan | Pittsburgh Penguins   | Pittsburgh, Pennsylvania    | PPG Paints Arena            | 18.387   | 1967      | 1967     | Kyle Dubas         | Mike Sullivan          | Sidney Crosby      |
| Miền Đông | Metropolitan | Washington Capitals   | Washington, D.C.            | Capital One Arena           | 18.506   | 1974      | 1974     | Chris Patrick      | Spencer Carbery        | Alexander Ovechkin |
| Miền Tây  | Central      | Chicago Blackhawks    | Chicago, Illinois           | Trung tâm United            | 19.717   | 1926      | 1926     | Kyle Davidson      | Anders Sorensen        | Nick Foligno       |
| Miền Tây  | Central      | Colorado Avalanche    | Denver, Colorado            | Ball Arena                  | 17.809   | 1972      | 1979*    | Chris MacFarland   | Jared Bednar           | Gabriel Landeskog  |
| Miền Tây  | Central      | Dallas Stars          | Dallas, Texas               | Trung tâm American Airlines | 18.532   | 1967*     | 1967*    | Jim Nill           | Peter DeBoer           | Jamie Benn         |
| Miền Tây  | Central      | Minnesota Wild        | Saint Paul, Minnesota       | Xcel Energy Center          | 17.954   | 2000      | 2000     | Bill Guerin        | John Hynes             | Jared Spurgeon     |
| Miền Tây  | Central      | Nashville Predators   | Nashville, Tennessee        | Bridgestone Arena           | 17.159   | 1998      | 1998     | Barry Trotz        | Andrew Brunette        | Roman Josi         |
| Miền Tây  | Central      | St. Louis Blues       | St. Louis, Missouri         | Enterprise Center           | 18.724   | 1967      | 1967     | Doug Armstrong     | Jim Montgomery         | Brayden Schenn     |
| Miền Tây  | Central      | Utah Mammoth          | TP. Salt Lake, Utah         | Delta Center                | 14,000   | 2024      | 2024     | Bill Armstrong     | Andre Tourigny         | Clayton Keller     |
| Miền Tây  | Central      | Winnipeg Jets         | Winnipeg, Manitoba          | Bell MTS Place              | 15,321   | 1999*     | 1999*    | Kevin Cheveldayoff | Scott Arniel           | Adam Lowry         |
| Miền Tây  | Pacific      | Anaheim Ducks         | Anaheim, California         | Honda Center                | 17.174   | 1993      | 1993     | Pat Verbeek        | Greg Cronin            | Radko Gudas        |
| Miền Tây  | Pacific      | Calgary Flames        | Calgary, Alberta            | Scotiabank Saddledome       | 19.289   | 1972*     | 1972*    | Craig Conroy       | Ryan Huska             | Mikael Backlund    |
| Miền Tây  | Pacific      | Edmonton Oilers       | Edmonton, Alberta           | Rogers Place                | 18,347   | 1972      | 1979     | Stan Bowman        | Kris Knoblauch         | Connor McDavid     |
| Miền Tây  | Pacific      | Los Angeles Kings     | Los Angeles, California     | Crypto.com Arena            | 18.230   | 1967      | 1967     | Rob Blake          | Jim Hiller             | Anze Kopitar       |
| Miền Tây  | Pacific      | San Jose Sharks       | San Jose, California        | SAP Center                  | 17.562   | 1991      | 1991     | Mike Grier         | Ryan Warsofsky         | Trống              |
| Miền Tây  | Pacific      | Seattle Kraken        | Seattle, Washington         | Climate Pledge Arena        | 17.072   | 2021      | 2021     | Ron Francis        | Dan Bylsma             | Jordan Eberle      |
| Miền Tây  | Pacific      | Vancouver Canucks     | Vancouver, British Columbia | Rogers Arena                | 18.910   | 1945      | 1970     | Patrik Allvin      | Rick Tocchet           | Quinn Hughes       |
| Miền Tây  | Pacific      | Vegas Golden Knights  | Paradise, Nevada            | T-Mobile Arena              | 17.356   | 2017      | 2017     | Kelly McCrimmon    | Bruce Cassidy          | Mark Stone         |

1. Dấu sao (*) nghĩa là từng đổi tên và địa điểm.
2. Edmonton Oilers, Hartford Whalers (nay là Carolina Hurricanes), Québec Nordiques (nay là Colorado Avalanche), và Winnipeg Jets nguyên gốc (nay là Arizona Coyotes) gia nhập NHL năm 1979 với sự sáp nhập NHL-WHA.

## Thể thức
Mỗi trận đấu National Hockey League kéo dài 60 phút. Một trận đấu gồm ba hiệp, mỗi hiệp 20 phút và có 15 phút nghỉ giữa các hiệp.
Sau khi thời gian chính thức của trận đấu kết thúc, đội ghi nhiều bàn thắng hơn là đội chiến thắng. Nếu trận đấu hòa, hai đội thi đấu hiệp phụ.

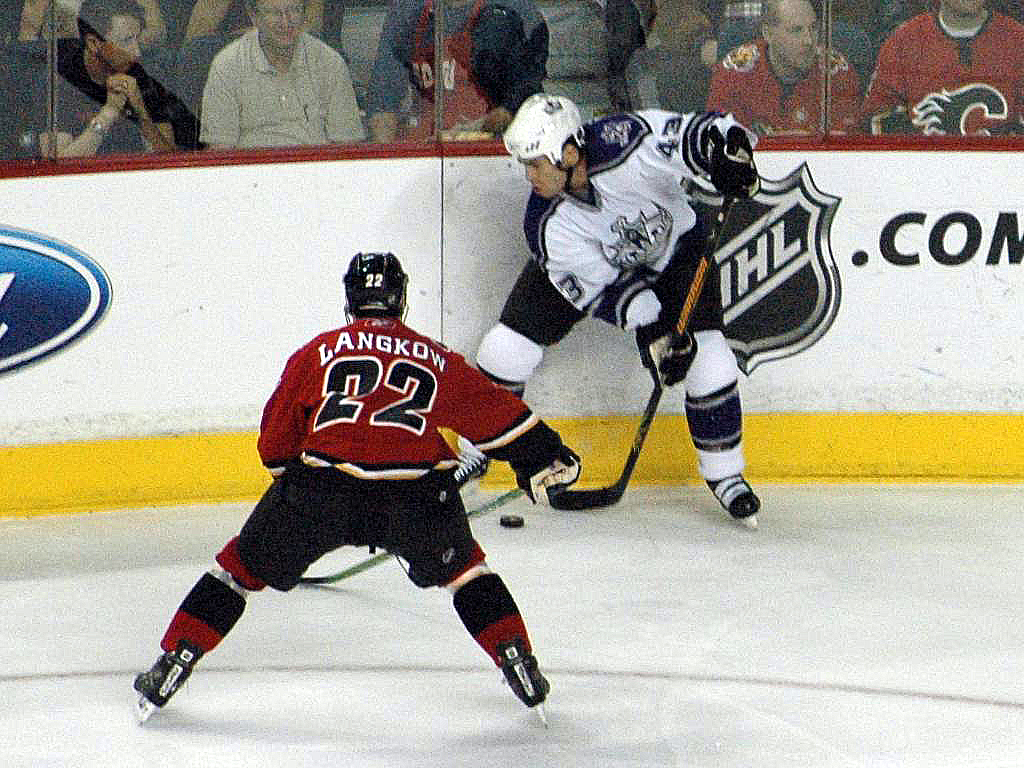
Mike Weaver của Los Angeles Kings phá cầu khỏi tầm kiểm soát của Daymond Langkow đội Calgary Flames, 21 tháng 12, 2005.

Trong mùa giải chính (regular season), thời gian hiệp phụ kéo dài năm phút, theo thể thức 3 đấu 3, ai ghi bàn trước thắng chung cuộc. Nếu trận đấu vẫn hòa sau khi kết thúc hiệp phụ, trận đấu bước vào loạt luân lưu. Ba cầu thủ của mỗi đội lần lượt thực hiện cú đánh phạt penalty. Đội ghi nhiều bàn hơn trong loạt đánh này sẽ là đội thắng. Nếu trận đấu vẫn hòa sau ba lượt đánh đầu tiên, loạt đánh tiếp tục diễn ra cho tới khi trong một lượt có một đội đánh hỏng còn đội còn lại đánh vào. Đội nào thắng chung cuộc trong loạt đánh phạt penalty được tính thêm một bàn thắng vào tỉ số chung cuộc và giành được thêm hai điểm trên bảng xếp hạng. Đội thua trong hiệp phụ hoặc penalty chỉ được một điểm. Bàn thắng và pha cản phá thành công trong loạt penalty không được tính vào thống kê chung của các cầu thủ; thay vào đó, các thành tích này được thống kê riêng.
Tại giai đoạn playoff loạt đánh penalty không được tổ chức. Thay vào đó các đội sẽ thi đấu nhiều hiệp phụ, mỗi hiệp 20 phút 5 đánh 5 cho tới khi có đội ghi bàn. Kỷ lục hiện tại trong lịch sử là sáu hiệp phụ trong một trận đấu. Trong thời gian của mỗi hiệp phụ tại vòng playoff, quãng thời gian tạm dừng dài duy nhất ngoài thời gian nghỉ giữa hiệp (giữa hiệp 3 và hiệp phụ thứ nhất và, nếu cần, giữa các hiệp phụ) là thời gian lau dọn sân băng để dọn dẹp những phần băng bị chà xát mạnh (diễn ra vào quảng nghỉ đầu tiên sau khi hiệp đấu diễn ra được hơn một nửa thời gian).

## Cấu trúc mùa giải

### Mùa giải chính
Từ mùa giải 2021-22, với sự xuất hiện của 32 đội, các đội sẽ thi đấu mùa giải chính gồm 82 trận, trong đó:
- Thi đấu 2 trận (1 trận sân nhà và 1 trận sân khách) với 16 đội không cùng bảng (tổng cộng 32 trận);
- Thi đấu 3 trận (1 trận sân nhà và 2 trận sân khách) với 4 trong số 8 đội cùng bảng nhưng không thuộc cùng khu vực và 1 đội bất kì đến từ cùng khu vực (tổng cộng 15 trận);
- Thi đấu 3 trận (2 trận sân nhà và 1 trận sân khách) với 4 trong số 8 đội cùng bảng nhưng không thuộc cùng khu vực (không phải những đội được đề cập ở trên) và 1 đội bất kì đến từ cùng khu vực (không phải đội được đề cập ở trên) (tổng cộng 15 trận);
- Thi đấu 4 trận (2 trận sân nhà và 2 trận sân khách) với 5 đội còn lại đến từ cùng khu vực (tổng cộng 20 trận).

Quy tắc tính điểm như sau:
- Mỗi trận thắng (bất kể sau thời gian thi đấu chính thức, hiệp phụ hay loạt đánh luân lưu) tính 2 điểm;
- Mỗi trận thua (sau hiệp phụ hoặc loạt đánh luân lưu) tính 1 điểm;
- Mỗi trận thua (sau thời gian thi đấu chính thức) tính 0 điểm;

Sau khi các đội hoàn thành 82 trận đấu của họ, 3 đội đứng đầu mỗi khu vực sẽ tham dự vòng playoffs tranh cúp Stanley. Ngoài ra, 2 đội có thành tích cao nhất ở mỗi bảng nằm ngoài top 3 của khu vực tương ứng sẽ giành suất Wildcard để tham dự vòng playoffs tranh cúp Stanley.

### Vòng Play-offs
Vòng playoffs tranh cúp Stanley bao gồm 4 vòng đấu theo thể thức Bo7 (Đấu tối đa 7 trận, thắng trước 4 trận) và loại trực tiếp. Theo quy định, ở 2 vòng đầu tiên, đội có hạt giống khu vực cao hơn sẽ có lợi thế thi đấu 4/7 trận trên sân nhà gồm trận 1, 2, 5 và 7, trong khi đội còn lại thi đấu trận 3, 4 và 6 trên sân nhà. Các trận từ 5 đến 7 của mỗi loạt trận sẽ chỉ diễn ra nếu chưa có đội nào thắng đủ 4 trận. Ở 2 loạt trận chung kết miền và loạt trận chung kết tổng, đội có thành tích mùa giải chính tốt hơn sẽ nhận được lợi thế này.
Kể từ năm 2014 (thể thức hiện hành), 3 đội đứng đầu mỗi khu vực sẽ tham dự vòng playoffs. Ngoài ra, 2 đội có thành tích cao nhất ở mỗi bảng nằm ngoài top 3 của khu vực tương ứng của họ, bất kẻ khu vực nào, sẽ giành suất Wildcard. Do không có ràng buộc về suất wildcard trong mỗi miền, trường hợp 1 khu vực có 5 đội dự playoffs trong khi khu vực còn lại chỉ có 3 hoàn toàn có thể xảy ra.
Ở vòng 1, các đội của mỗi bảng được chia thành 2 nhánh đấu dựa theo khu vực, trong đó 3 đội đứng đầu khu vực nằm chung 1 nhánh. 2 đội xếp thứ 2 và 3 trong mỗi khu vực sẽ đối đầu với nhau, còn 2 đội nhất khu vực của mỗi bảng và 2 đội wildcard (được coi là 2 đội hạng 4 khu vực) sẽ so sánh thành tích ở mùa giải chính để chia 2 cặp đấu còn lại.

## Các cúp và giải thưởng

### Đồng đội
Chiếc cúp danh giá nhất của NHL là Cúp Stanley, được trao cho đội vô địch vòng playoffs sau khi kết thúc mùa giải. Đội có điểm số cao nhất sau khi kết thúc mùa giải chính được nhận Cúp Chủ tịch (Presidents' Trophy).
Montréal Canadiens là đội thành công nhất lịch sử NHL với 25 lần vô địch NHL (trong đó có 3 lần trong giai đoạn 1917–1925 khi Cúp Stanley còn tổ chức gồm nhiều đội từ các giải khác nhau và 22 lần kể từ năm 1926 khi Cúp Stanley dành riêng cho đội vô địch NHL), 24 lần vô địch Cúp Stanley (1 lần vào năm 1916 khi còn là thành viên NHA và 22 lần từ khi gia nhập NHL). Trong số các đội chuyên nghiệp, họ chỉ xếp sau New York Yankees với 3 lần vô địch ít hơn.

## Sách tham khảo
- Coleman, Charles (1966–1969). "Trail of the Stanley Cup, vols. 1–3". National Hockey League. ISBN 0-8403-2941-5. {{Chú thích tạp chí}}: Chú thích magazine cần |magazine= (trợ giúp)
- Jenish, D'Arcy (2008). The Montreal Canadians: 100 Years of Glory. Doubleday Canada. ISBN 978-0-385-66324-3.
- Holzman, Morey; Nieforth, Joseph (2002). Deceptions and Doublecross: How the NHL Conquered Hockey. Toronto, ON: Dundurn Press. ISBN 1-55002-413-2.
- McFarlane, Brian (1997). Brian McFarlane's History of Hockey. Champaign, IL: Sports Publishing Inc. ISBN 1-57167-145-5.
- McKinley, Michael (2006). Hockey: A People's History. McClelland & Stewart. ISBN 0-7710-5769-5.
- National Hockey League (2005). "2005–06 NHL Official Rules". NHL.com. Truy cập ngày 10 tháng 6 năm 2006.
- Pincus, Arthur (2006). The Official Illustrated NHL History. Readers Digest. ISBN 0-88850-800-X.
- Podnieks, Andrew; Szemberg, Szymon (2007). World of hockey: celebrating a century of the IIHF. Fenn Publishing. ISBN 9781551683072.
- Sandor, Steven (2005). The Battle of Alberta: A Century of Hockey's Greatest Rivalry. Heritage House. ISBN 1-894974-01-8. Bản gốc lưu trữ ngày 7 tháng 5 năm 2016. Truy cập ngày 25 tháng 7 năm 2016.
- Wong, John Chi-Kit (2005). Lords of the Rinks. University of Toronto Press. ISBN 0-8020-8520-2.